# 介護休業
介護休業（かいごきゅうぎょう）とは、一定の親族を介護する労働者が法律に基づいて取得できる休業のことである。本項目では、日本において、1991年に制定された育児休業、介護休業等育児又は家族介護を行う労働者の福祉に関する法律（平成3年法律第76号）（通称：育児介護休業法）によって定められた介護休業及び同法に定める介護を理由とする措置、同法による指針（「子の養育又は家族の介護を行い、又は行うこととなる労働者の職業生活と家庭生活との両立が図られるようにするために事業主が講ずべき措置に関する指針」最終改正・平成28年厚生労働省告示第313号、以下「指針」）について説明する。
対象となる労働者は、対象家族1人につき3回まで、通算93日まで休業を取得することができる。取得予定日の2週間前までに、書面にて事業主に申し出る必要がある。賃金の支払いは雇用主の任意であるが、不支給である場合、雇用保険の条件を満たす者は介護休業給付を受けることができる。
この育児介護休業法に基づいて介護休業申出があったときは、事業主はその申出を拒むことができない。

## 定義
- 育児介護休業法については、以下では条数のみ記す。

「介護休業」とは、労働者（日々雇用される者を除く）が、法第3章に定めるところにより、その要介護状態にある対象家族を介護するためにする休業をいう（第2条2号）。
- 「労働者」とは、労働基準法第9条に規定する「労働者」と同義であり、同居の親族のみを雇う事業に雇用される者及び家事使用人は除外するものである。
- 「日々雇用される者」とは、1日単位の労働契約期間で雇われ、その日の終了によって労働契約も終了する契約形式の労働者である。長期的な休業となり得る介護休業の性質になじまない雇用形態の労働者であることから、対象となる労働者から除くこととしたものである。なお、労働契約の形式上日々雇用されている者であっても、当該契約が期間の定めのない契約と実質的に異ならない状態となっている場合には、実質的に期間の定めのない契約に基づき雇用される労働者であるとして介護休業の対象となるものである。
- 「要介護状態」とは、負傷、疾病又は身体上若しくは精神上の障害により、厚生労働省令で定める期間にわたり常時介護を必要とする状態をいう（第2条3号）。
  - 介護保険制度における「要介護状態」と必ずしも一致するものではない。
  - 「負傷、疾病又は身体上若しくは精神上の障害」とは、負傷又は疾病による場合、負傷又は疾病にかかり治った後障害が残った場合及び先天的に障害を有する場合を含む。乳幼児の通常の成育過程において日常生活上必要な便宜を供与する必要がある場合についてはこれに該当しないが、老齢により身体機能が相当程度低下した場合はこれに該当する。
  - 「厚生労働省令で定める期間」については、介護休業の制度の目的が家族を介護する労働者の雇用の継続を図るものであることにかんがみ、常時介護を要する状態が一時的な、日常的にかかり得る傷病による場合を除く趣旨から、「常時介護を必要とする状態が2週間以上の期間にわたり継続すること」を要件とした（規則第2条）。
- 「対象家族」とは、配偶者（婚姻の届出をしていないが、事実上婚姻関係と同様の事情にある者を含む。以下同じ。）、父母及び子（これらの者に準ずる者として厚生労働省令で定めるものを含む。）並びに配偶者の父母をいう（第2条4号）。
  - 「父母」「子」とは、労働者と法律上の親子関係がある父母・子の意であり、実父母・実子のみならず養父母・養子を含む。なお育児休業の場合と異なり、「特別養子縁組を成立させるために養親となる者が養子となる者を6か月以上の期間現実に監護しているときの当該期間にある者」、「養子縁組里親に委託されている者」及び「特別養子縁組により養親となろうとする者又は養子縁組里親に準ずる者として厚生労働省令で定める者に厚生労働省令で定めるところにより委託されている者」は介護休業、介護休暇等介護に関する制度については「子」に含まない。
  - 「厚生労働省令で定めるもの」とは、「祖父母、兄弟姉妹及び孫」とする（規則第3条）。なお2016年（平成28年）12月31日まではこれらの者について、当該労働者が同居かつ扶養することを要件としていた。
- 「家族」とは、対象家族その他厚生労働省令で定める親族をいう（第2条5号）。
  - 「厚生労働省令で定める親族」とは、「同居の親族（対象家族を除く）」とする（規則第4条）。諸規定の適用対象となる「家族」の範囲に関しては、その規定の趣旨にかんがみ、介護休業の対象となる家族の範囲（対象家族）より幅広のものとなることが望ましく、「対象家族その他厚生労働省令で定める親族」としたものである。
  - 「親族」とは、民法第725条の親族と同義であり、6親等内の血族、配偶者及び3親等内の姻族をいう。「同居の親族」は、互いに扶け合わなければならない（民法第730条）ものとされていることなどから、適用対象範囲としたものである。この場合の「同居」とは、世帯を同じくしている場合のほか、労働者が介護のために別居していた家族の家に泊り込んだり、介護のために別居していた家族を当該労働者宅に引き取る場合を含める。

## 介護休業取得の要件
介護休業を取得するには、以下の要件を満たすことが必要である。取得する者の男女は問わない。他の者の手伝いを受けている場合であっても、労働者本人が介護をしているのであれば、社会通念上、「対象家族を介護する」に該当する。休業は法律により定められている労働者の権利であるため、事業所に規定が無い場合でも、申出により休業することは可能である。事業所によっては就業規則等で独自の上乗せ規定を設けている場合もある。
事業主は、要介護状態にある対象家族を介護する労働者からの介護休業申出があったときは、当該介護休業申出を拒むことができない（第12条1項）。ただし、労使協定に定めることにより、以下の労働者については、介護休業を認めないことができる（施行規則第23条）。
- 当該事業主に引き続き雇用された期間が1年に満たない労働者
- 介護休業申し出があった日から起算して、93日以内に雇用関係が終了することが明らかな労働者
- 1週間の所定労働日数が2日以下の労働者

介護休業開始予定日までであれば、労働者は当該介護休業の申出を撤回することができるが（第14条1項）、平成29年1月1日以降は、同じ対象家族について連続して2回介護休業の申出を撤回した場合には、事業主はそれ以降の介護休業の申出を拒むことができる（第14条2項）。
事業主は、労働者が介護休業申出をし、又は介護休業をしたことを理由として、当該労働者に対して解雇その他不利益な取扱いをしてはならない（第16条）。

### 雇用の形態
有期雇用労働者については次のいずれにも該当していなければならない（第11条1項）。なお労働契約の形式上期間を定めて雇用されている者であっても、当該契約が期間の定めのない契約と実質的に異ならない状態となっている場合には、これらの要件に該当するか否かにかかわらず、実質的に期間の定めのない契約に基づき雇用される労働者であるとして介護休業の対象となる（指針）。
1. 当該事業主に引き続き1年以上雇用されていること。
2. 介護休業開始予定日から起算して93日経過日から6ヶ月を経過する日までに、その労働契約の期間が満了することが明らかでない者
  - 「93日経過日」とは、介護休業開始予定日から起算、すなわち介護休業開始予定日を1日目として数えた場合に、93日目に該当する日をいうものである。例えば、平成29年4月1日が介護休業開始予定日の場合における93日経過日は、平成29年7月2日となる。この場合の「93日経過日から6ヶ月を経過する日」は平成30年1月1日となる。
  - 労働者が同一の対象家族に対して過去に介護休業をしたことがある場合においては、介護休業をすることができる残日数は93日より少ないこととなるが、その場合であっても、「期間を定めて雇用される者」が介護休業の申出が可能か否かについては、介護休業開始予定日から起算して93日を経過する日から6ヶ月を経過する日までの間にその労働契約（労働契約が更新される場合にあっては、更新後のもの）が満了することが明らかでないか否かにより判断することに変わりはない。

### 期間
介護休業は、同一の対象家族の要介護状態ごとに1回ずつ、後述の短縮等の措置が講じられた期間と合算して93日まで取得することができる（第11条2項）。平成29年1月以降は93日以内であれば3回まで分割して取得することができる。
- 介護休業日数は、個々の労働者について、対象家族ごとに計算する。例えば、その事業主の下でした介護休業が、実父の介護のために93日、実母の介護のために30日である労働者は、実父の介護のために新たな介護休業申出をすることはできないが、実母の介護のために新たな介護休業申出をすることは可能である。

### 手続き
介護休業申出は、次に掲げる事項を事業主に申し出ることによって行わなければならない（施行規則第23条1項）。事業主は、介護休業申出があったときは、当該介護休業申出をした労働者に対して、下記の3,4に掲げる事実を証明することができる書類の提出を求めることができる（施行規則第23条3項）。証明方法について、介護休業申出をする労働者に過大な負担をかけることのないようにすべきものであり、介護休業に関しては、特に情勢が様々に変化することがあるので、臨機応変かつ柔軟な対応が望まれる（指針）。
1. 介護休業申出の年月日
2. 介護休業申出をする労働者の氏名
3. 介護休業申出に係る対象家族の氏名及び前号の労働者との続柄
4. 介護休業申出に係る対象家族が要介護状態にある事実
  - 対象家族が2週間以上の期間にわたり常時介護を必要とする状態である旨を記載すれば足りる。
5. 介護休業開始予定日及び介護休業終了予定日
6. 介護休業申出に係る対象家族についての介護休業日数

事業主は、労働者からの介護休業申出があった場合において、当該介護休業申出に係る介護休業開始予定日とされた日が当該介護休業申出があった日の翌日から起算して2週間を経過する日前の日であるときは、厚生労働省令で定めるところにより、当該介護休業開始予定日とされた日から当該2週間経過日までの間のいずれかの日を当該介護休業開始予定日として指定することができる（第12条3項）。この指定は、介護休業開始予定日とされた日（その日が介護休業申出があった日の翌日から起算して3日を経過する日後の日である場合にあっては、当該3日を経過する日）までに、介護休業開始予定日として指定する日を介護休業申出をした労働者に通知することによって行わなければならない（施行規則第26条）。つまり、介護休業開始予定日とされる日の2週間前までに申し出ないと、労働者の希望通りの介護休業ができない可能性がある。

## 介護離職を防止するための措置
介護休業のほかに、対象家族を介護する労働者の取扱いなどについて、次の規定がある。なお、育児休業と共通する、法所定の事業主が講ずべき措置については、育児休業、介護休業等育児又は家族介護を行う労働者の福祉に関する法律#事業主が講ずべき処置を参照のこと。
介護休暇
要介護状態にある対象家族の介護等を行う労働者（日々雇用される者を除く）は、その事業主に申し出ることにより、一の年度において5労働日（要介護状態にある対象家族が2人以上の場合にあっては、10労働日）を限度として、当該介護等を行うための休暇（介護休暇）を取得することができる。この申出は、対象家族が要介護状態にあること及び介護休暇を取得する日を明らかにして、しなければならない（第16条の5）。事業主は、労働者からのこの申出があったときは、当該申出を拒むことができないし、取得日を変更することもできない。介護休暇は、1日又は半日単位で取得（1日の所定労働時間が4時間以下の者は半日単位での取得は不可）することができる（施行規則第39~40条）。令和3年1月からは時間単位での取得も可能となる。ただし以下の労働者については、労使協定に定めることにより、介護休暇を認めないことができる（第16条の6）。 
- 当該事業主に引き続き雇用された期間が6月に満たない労働者
- 1週間の所定労働日数が2日以下の労働者

所定外労働の制限
要介護状態にある対象家族の介護等を行う労働者（日々雇用される者を除く）は、その事業主に申し出ることにより、事業の正常な運営を妨げる場合を除き、所定労働時間を超えて労働させてはならない（所定外労働の制限、第16条の9）。この請求は、一の制限期間（1月以上1年以内）について、制限開始予定日・終了予定日を明らかにして、制限開始予定日の1月前までにしなければならない。この制限は、対象家族を介護しなくなった場合、労働者が産前産後休業・育児休業・介護休業をすることとなった場合は労働者の意思にかかわらず、終了する。ただし以下の労働者については、労使協定に定めることにより、所定外労働の制限の請求を認めないことができる。 
- 当該事業主に引き続き雇用された期間が1年に満たない労働者
- 1週間の所定労働日数が2日以下の労働者

時間外労働の制限
要介護状態にある対象家族の介護を行う労働者（日々雇用される者を除く）で次のいずれにも該当しない者が、当該対象家族を介護するために請求したときは、事業の正常な運営を妨げる場合を除き、制限時間（1月について24時間、1年について150時間）を超えて時間外労働をさせてはならない（時間外労働の制限、第18条）。この請求は、一の制限期間（1月以上1年以内）について、制限開始予定日・終了予定日を明らかにして、制限開始予定日の1月前までにしなければならない。
- 当該事業主に引き続き雇用された期間が1年に満たない労働者
- 1週間の所定労働日数が2日以下の労働者

深夜業の制限
要介護状態にある対象家族の介護を行う労働者（日々雇用される者を除く）で次のいずれにも該当しない者が、当該対象家族を介護するために請求したときは、事業の正常な運営を妨げる場合を除き、午後10時から午前5時までの間（深夜）において労働させてはならない（深夜業の制限、第20条）。
- 当該事業主に引き続き雇用された期間が1年に満たない労働者
- 当該請求に係る深夜において、常態として当該対象家族を介護することができる同居の家族等がいる場合における当該労働者
- 1週間の所定労働日数が2日以下の労働者
- 所定労働時間の全部が深夜にある労働者

所定労働時間の短縮措置等
事業主は、その雇用する労働者（日々雇用される者を除く）のうち、その要介護状態にある対象家族を介護する労働者に関して、労働者の申出に基づく連続する3年以上の期間における所定労働時間の短縮その他の当該労働者が就業しつつその要介護状態にある対象家族を介護することを容易にするための措置を講じなければならない（所定労働時間の短縮措置等、第23条3項）。なお、労働者が、その対象家族について介護休業をしたことがある場合には、93日から介護休業をした期間の日数を差し引いた日数以上の期間について措置等を講ずればよい。ただし、労使協定に定めることにより、以下の者については所定労働時間の短縮措置等を講じないこととすることができる。
- 当該事業主に引き続き雇用された期間が1年に満たない労働者
- 1週間の所定労働日数が2日以下の労働者

「労働者が就業しつつその要介護状態にある対象家族を介護することを容易にするための措置」とは、以下のいずれかの方法によって講じなければならない。さらに4．を除き2回以上利用できる措置でなければならない（施行規則第79条）。
1. 所定労働時間の短縮の制度を設けること。具体的には、
  - 1日の所定労働時間を短縮すること
  - 週又は月の所定労働時間を短縮すること
  - 週又は月の所定労働日数を短縮すること
  - 労働者が個々に勤務しない日又は時間を請求することを認めること
2. フレックスタイム制を設けること。
3. 1日の所定労働時間を変更することなく始業又は終業の時刻を繰り上げ又は繰り下げる制度（時差出勤）を設けること。
4. 当該労働者に代わって当該対象家族を介護するサービスを利用する場合、当該労働者が負担すべき費用を助成する制度その他これに準ずる制度を設けること。

## 介護休業給付制度
介護休業期間中の賃金については、法令上は賃金の支払いを事業主に義務付けておらず、各事業所の就業規則等による。そのために賃金の支払いを受けられない者に対して、雇用保険法（昭和49年法律第116号）の規定により介護休業給付金の支給を受けることができる。次の条件をすべて満たした場合、介護休業給付を受けることができる。
1. 一般被保険者又は高年齢被保険者である。
2. 介護休業開始日の前2年間に、賃金支払い基礎日数11日以上の月が12か月以上ある。
3. 各支給単位期間（介護休業開始から1か月毎の区切り）に、就業している日数が10日以下である。
4. 各支給単位期間において、休業開始時の賃金に比べ、80％未満の賃金で雇用されている。

支払われる介護休業給付金の金額は、支給対象期間（1か月）当たり、当分の間休業開始時賃金日額×支給日数の67%相当額である。ただし、各支給対象期間中（1か月）の賃金の額と介護休業給付金との合計額が賃金日額×支給日数の13%を超えるときには、当該超えた額が減額されて支給される。
なお、育児休業の場合と異なり、介護休業期間中であっても社会保険（健康保険、厚生年金保険）の保険料は免除されない（平成11年3月31日保険発46号・庁保険発9号）。介護休業期間中の保険料の支払いについては、あらかじめその支払方法を労働者に周知させておかなければならず、事業主は、労働者が介護休業申出をしたときは、当該労働者に対し、書面でこの取り扱いを明示しなければならない（第21条、施行規則第70条）。